# Фельдбах (Штирия)
Фельдбах (нем. Feldbach) — город в Австрии, окружной центр, расположен в федеральной земле Штирия.
Административный центр округа Зюдостштайермарк. Население составляет 13.328 человек (на 31 декабря 2016 года). Занимает площадь 67,30 км².

## Политическая ситуация
Бургомистр коммуны — Josef Ober (СДПА) по результатам выборов 2015 года.
Совет представителей коммуны (нем. Gemeinderat) состоит из 21 места.
- СДПА занимает 18 мест.
- АНП занимает 8 мест.
- АПС занимает 4 место.
- NEOS занимает 1 место.